# 黄鼬
黄鼬（kolinsky）古名鼪、鼶、鼠狼，俗名黃鼠狼、黄皮子，也叫喜馬拉雅鼬或者西伯利亞鼬，屬於鼬科鼬屬，是一種小型的食肉動物。其种加词“sibirica”意为“西伯利亚的”。

## 特征

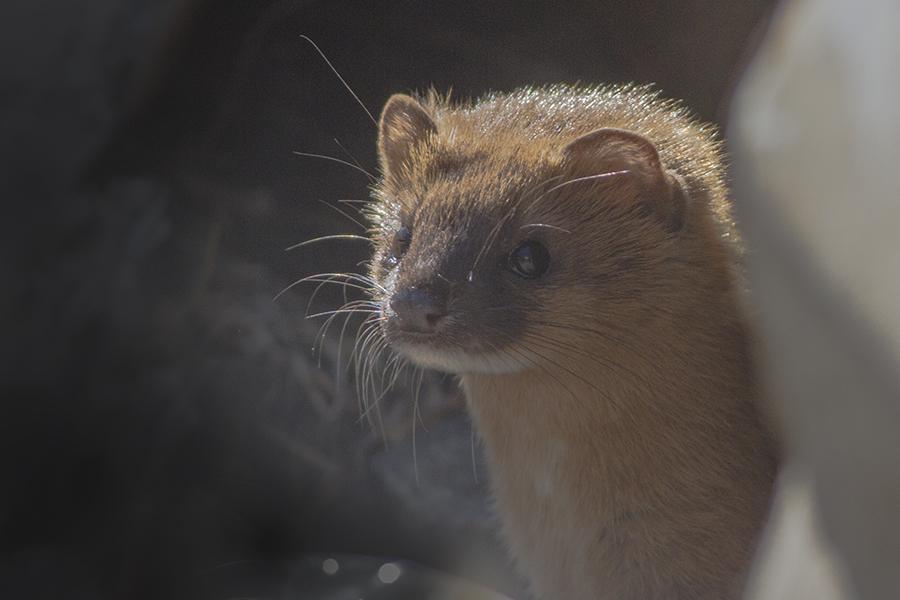
黄鼬的冬毛

其身體細長，腿較短，尾巴長度是身體的一半。毛髮呈紅黃色，嘴巴和下巴的毛髮呈白色，前臉有黑色絨毛。其冬毛密而軟，针毛長3—4 cm（1.2—1.6英寸）。 成年雄性體長28—39 cm（11—15英寸），雌性長25—30.5 cm（9.8—12.0英寸）。雄性尾巴長15.5—21 cm（6.1—8.3英寸），雌性長13.3—16.4 cm（5.2—6.5英寸）。雄性體重650—820 g（23—29 oz），雌性重360—430 g（13—15 oz）。

## 分布
主要生活在俄羅斯西伯利亞地區至中国大陸、泰國等地，济州岛、库页岛、台湾和歐亞大陸很多地區都有分佈。

## 习性

### 巢穴
它們會在枯木或樹幹下挖洞，但也會利用其他動物的現成的巢穴。其巢穴長0.6—4.2米（2英尺0英寸—13英尺9英寸），深0.2—1.3米（7.9英寸—4英尺3.2英寸）。成年個體一般有一個常住的巢穴和最多五個臨時巢穴，相互間距離達數千米。育兒時，它們會在巢穴的中端或末端另外挖掘一個育兒室，鋪墊上鳥羽或鼠毛 。

### 食物
它們主要以嚙齒類動物（包括但不限於田鼠、松鼠、土撥鼠、飛鼠等）為食，偶爾也吃其他小型哺乳動物、爬行動物、鳥類、無脊椎動物和植物果實，有时甚至会吃鱼。在其分佈範圍的西部，水䶄是它們最喜歡吃的動物，東部的黃鼬則更多以田鼠、家鼠為食。乌苏里兰的黃鼬在冬季也會吃狼或黄喉貂吃剩下的動物尸體。它們會吃的果實包括松仁和奇異果。它們每天能吃下100–120克食物，有存儲多餘食物的習性。

### 繁殖
它們在春季發情，交配時長可達35分鐘。其妊娠期約38–41天，但也有僅28天的例子。它們一次產4至10隻幼崽，出生時看不見東西，體表毛髮稀疏，隨後的十天內會長出黃色毛髮，一個月後才能睜開眼睛。哺乳期約兩個月，秋季就能長到成年體型（但仍有乳牙，毛色也比成年體深），開始獨自謀生了。

## 與人類的關係

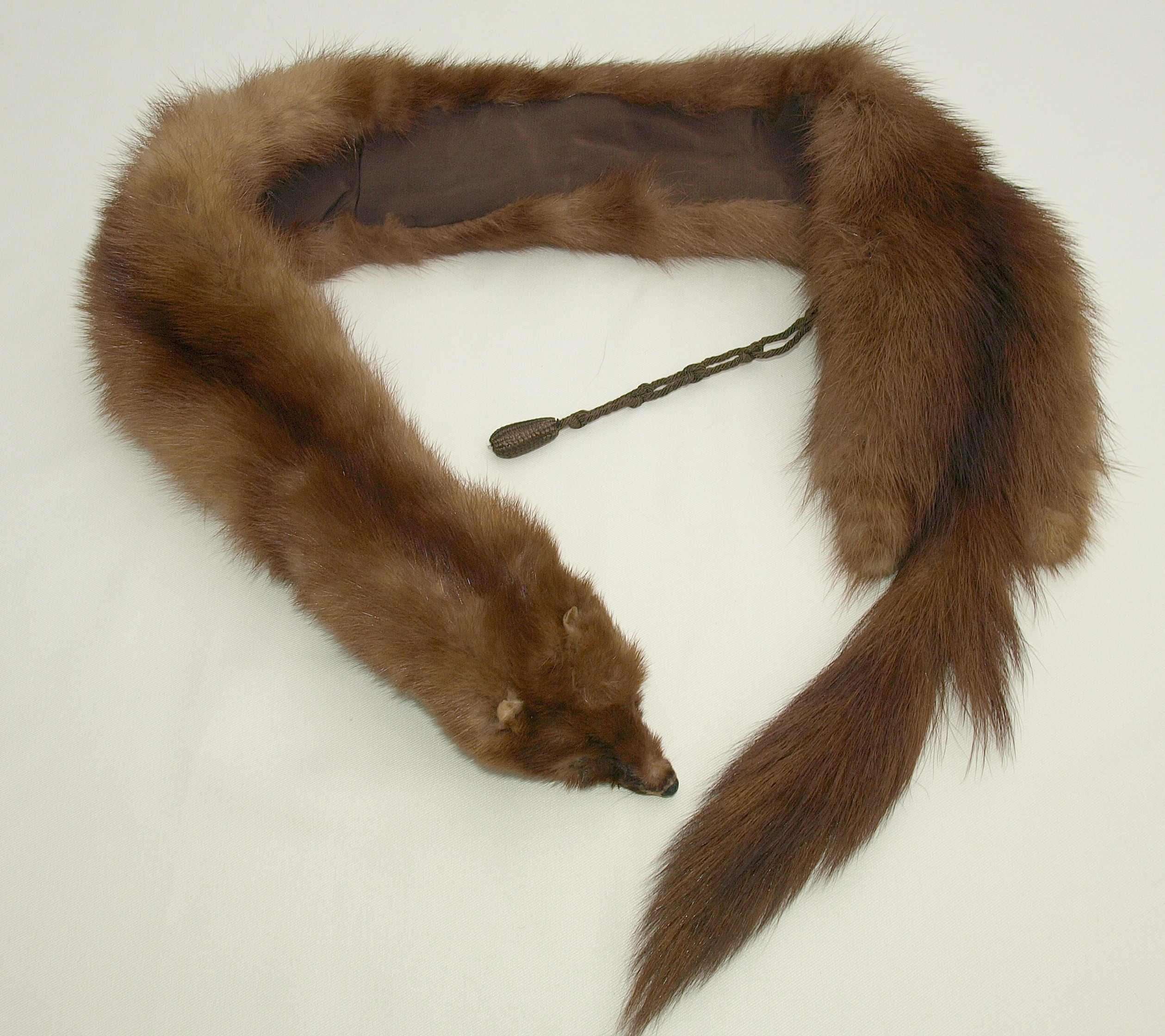
黃鼬毛領

黃鼬的皮毛適合製作水彩或油畫的畫筆 （即狼毫），因此很受畫家的歡迎。此外，它們會偷吃各種家禽，就算吃不完也會將其他家禽殺掉。中國也有“黄鼠狼给鸡拜年，没安好心”的民諺。
雖然它偶爾會危害家禽，但中國民間認為黃鼠狼具有靈性，稱其為“黃大仙”、“黃仙”。此外，黃鼬也是中華人民共和國國家保護的“三有”動物。
随着人类城市的扩张，它们也开始出现在人类的城市中，有的黄鼬甚至会向人类讨食。

## 保护
本种于2023年被收录入《有重要生态、科学、社会价值的陆生野生动物名录》。